# 3-ニトロベンジルアルコール
3-ニトロベンジルアルコール (3-nitrobenzyl alcohol) は、化学式C7H7NO3で表される有機化合物の1つである。

## 脱離質量分析マトリックス
質量分析において、本化合物はしばしば「3-NBA」あるいは「m-NBA」と略され、高速原子衝撃 (FAB) やマトリックス支援レーザー脱離イオン化法 (MALDI) のための液体マトリックスとして使用されている。エレクトロスプレーイオン化 (ESI) では、3-NBAは検体の電荷を増やすために低表面張力溶媒にドープされる。